# カッダロールの海戦 (1758年)
カッダロールの海戦（カッダロールのかいせん、英語: Battle of Cuddalore）は七年戦争および第三次カーナティック戦争中の1758年4月29日、インドのカッダロール沖で生起した海戦。ジョージ・ポコックのイギリス艦隊とアンヌ・アントワーヌ・ダシェのフランス艦隊の1度目の戦闘であり、両艦隊はその後ナーガパッティナムの海戦とポンディシェリーの海戦でも戦ったが、3度の戦闘は全て決着がつかなかった。

## 七年戦争の開戦時点でのインドの情勢
カッダロールはインドにおけるイギリスの本拠地のマドラス（現チェンナイ）から南約180キロメートル、フランスの本拠地のポンディシェリーから南約20キロメートルの位置にあり、当時はフランスのコロマンデル海岸における最も重要な交易所であった。宣戦布告が1756年に正式になされた後、イギリスとフランスは大西洋、西インド諸島、カナダ、アフリカ海岸などで戦いを繰り広げた。両国の海軍はこれらを主戦場としたが、インド洋も例外ではなく、イギリス東インド会社とフランス東インド会社が勢力範囲を広げようとして競争していた。1757年3月、イギリスはシャンデルナゴルを占領、フランス領インドがイギリス侵攻の脅威に晒されていることが明らかになった。
フランス海軍の戦列艦の数はイギリス海軍を下回っていたが、フランス政府はフランス東インド会社の資源を使って増援を送ることを決めた。船9隻による混成艦隊が編成され、うち1隻は74門艦で残り8隻が東インド会社の武装船であった。艦隊の指揮官はアンヌ・アントワーヌ・ダシェで、船上にはラリー伯爵率いる陸軍4千も乗っていた。艦隊はラリー伯爵たちをポンディシェリーに送り、ラリー伯爵はそこで全インドのフランス軍の指揮を執る予定であった。艦隊は1757年5月2日にフランスを出港したが、大西洋に停泊している途中で疫病により300人を失い、12月にイル＝ド＝フランスに寄港したあと、1758年4月にようやくインド水域に着いたが、イギリス海軍のジョージ・ポコックはすでに待ち構えていた。

## 戦闘の経過

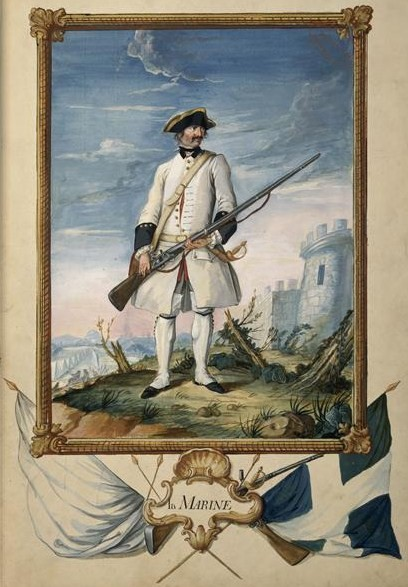
フランス海兵隊の隊士。ダシェ艦隊は兵士4千の増援とともにポンディシェリーに到着、ジョージ・ポコックの艦隊を捕捉しようとした。

ダシェ艦隊は大砲470門を有し、ポコック艦隊の410門を上回っており、大砲の数ではダシェ艦隊が有利だった。しかし、ポコック艦隊には戦列艦が7隻あったが、ダシェ艦隊には1隻しかなかったからダシェ艦隊を有利とするのは机上の空論であった。戦列艦は東インド会社の船より船員が多く、その海員の練度も上回っていた。東インド会社の船は南海の私掠船と敵対しているほかの東インド会社の船に攻撃するために武装していたが、あくまでも商船であり、たとえよく建造された船でも本物の戦列艦と比べるとはるかに脆く、砲撃の速度も遅い。さらにダシェ艦隊が載せていた増援と補給は砲手の移動の障礙になっていた。しかもダシェ艦隊のうち6隻は50門以下であり、戦列艦というよりはフリゲートに近いものであった。一方ポコック艦隊は60門以上が5隻、50門以上が2隻であり、明らかに優勢であった。
4月29日の正午近く、両艦隊はオランダの交易地ナーガパッティナム近くで遭遇すると、単縦陣を形成してお互いに接近した。ポコックはダシェ艦隊の構成を熟知していたようであり、彼は攻撃を唯一の戦列艦、74門のゾディアックに集中した。砲撃は15時ごろ、ダシェ艦隊が先に始めた。ポコックはゾディアック破壊の戦略をとり、マスケット銃の射程に入るまで砲撃を控えた。16時になると激しい砲撃戦になり、ポコック艦隊はマストが多く破壊され、ダシェ艦隊は兵士が集まっていた艦橋に砲弾が直撃したため数多くの死傷者を出した。ゾディアックは激しく抵抗してポコックの旗艦ヤーマスによる強襲を撃退、その間にほかのフランス船は戦線を離脱し始めた。ダシェは船9隻のうち、5隻に離脱を命令、ゾディアックを含む残り4隻に攻撃の続行を命じた。その後、残り4隻も離脱したが、ポコックは追撃した。
ここで形勢を逆転する出来事が起こった。ポンディシェリー近くを巡航していたフランス東インド会社の74門艦コント・ド・プロヴァンスと24門フリゲートのディリジャントが戦闘の騒音を聞きつけてやってきて、ゾディアックと合流したのであった。コント・ド・プロヴァンスが来たことで形勢は逆転、ダシェは撤退を中止して戦闘を再開した。ポコックは両艦の連携に感心しつつも自軍がすでに結構損害を被っていたことから撤退を命令した。ポコック艦隊はマドラスに戻って修理を行い、ダシェ艦隊はそのままポンディシェリーに向かった。フランス東インド会社の船のうち、58門艦ビアネメが一番損傷を受けつつ、なんとか牽引されずに済んだが、危険なコロマンデル海岸の水域で沈没した。

## 結果
損害が明らかとなったのはイギリスのみであり、ポコック艦隊は戦死29、負傷89だった。ダシェ艦隊は死傷者を約600人出した。いずれにしても、激しい戦闘であるのは明らかで、ダシェ艦隊のほうが死傷者を多く出したのは増援兵を載せていたためであった。ダシェも重傷を負った。
この戦闘を考察する歴史家は多くが深く考えずに決着しなかったと結論付け、詳しく言及することは少なかった。これは他の戦場で大艦隊が出動していたため歴史家の関心を引いたとされる。しかし、両提督の目的を考慮に入れつつこの戦闘を単独で見ると、フランスの戦術的勝利であることが明らかである。ポコックの目的はフランス艦隊を通らせないことであり、そのためにゾディアックに攻撃を集中させた。ゾディアックが撃沈された場合、フランス艦隊全体が拿捕されることは予想でき、そうなると後任の総督であるラリー伯爵が就任前に増援とともに捕虜になってしまう。イギリスの敗北とは言えないものの、フランスの勝利と言えよう。ダシェは同日にポンディシェリーに到着、増援軍約3,200人を降ろした（フランスでの編成時点では4千人だったが、疫病や戦闘で失った人数を引くと約3,200人になる）。
戦闘はすぐにインドの情勢に影響した。イギリス嫌いで粗野な戦士だったラリー伯爵はすぐさま攻撃を仕掛け、上陸から1週間も経たない1758年5月4日にカッダロール港を占領した。彼は6月にもポンディシェリーの南にあるセント・デイヴィッド要塞を、10月にアルコットを占領した。その後の戦役はフランスにとって散々な結果に終わるが、ダシェはポコック相手に激戦に持ち込み、自身の任務を見事に果たした。2人の戦いはこのまま終わらず、8月3日にはナーガパッティナムの海戦、翌1759年9月10日にはポンディシェリーの海戦で再度戦った。